# Teisco

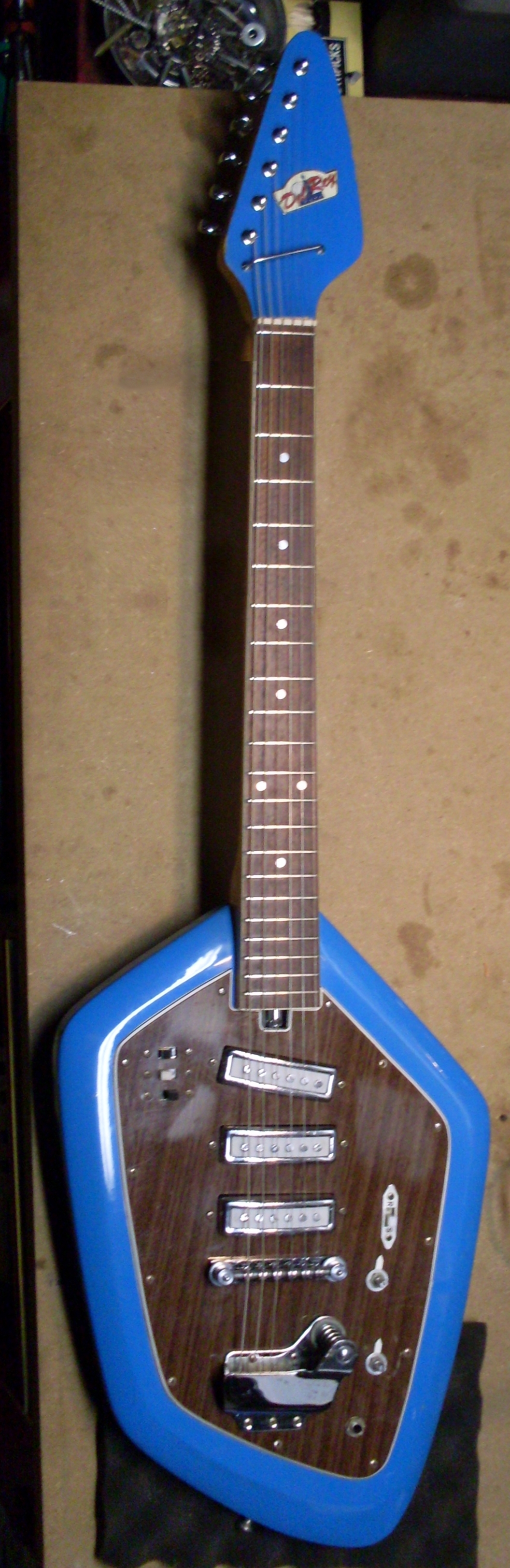
Teisco Del Rey EV-3T

Teisco (テスコ) era una compañía japonesa que fabricó instrumentos musicales económicos desde 1948 hasta 1969. En la actualidad la marca es propiedad de Kawai (河合楽器製作所; Kawai Gakki Seisakusho). La empresa produjo tanto guitarra como teclados, micrófonos, amplificadores e incluso baterías. Los productos de Teisco products fueron exportados extensamente a Estados Unidos y Reino Unido.

## Historia
El nombre de la marca, Teisco, deriva de 'Tokyo Electric Instrument and Sound Company'. Teisco fue fundada en 1946 por el renombrado guitarrista Atswo Kaneko y el ingeniero eléctrico Doryu Matsuda. En un principio la compañía se llamó Aoi Onpa Kenkyujo (traducción aproximada: Laboratorios de electricidad y sonido malvarrosa). En 1956, el nombre de la compañía se cambió por Nippon Onpa Kogyo Co., y posteriormente por Teisco Co. en 1964. En 1967 la compañía fue adquirida por Kawai Musical Instruments Manufacturing Co. Ltd. (河合楽器製作所; Kawai Gakki Seisakusho), que interrumpió el uso de la marca Teisco para guitarras en 1969 (1977 en Japón), pero continuó usándolo para teclados electrónicos hasta los años 80.

## Productos

### Guitarras
Las guitarras Teisco fueron importadas a los Estados Unidos desde 1959 o primeros 1960, y rebautizadas como "Teisco Del Rey" después de 1964.
De 1948 hasta principios de los años 1960 los productos de Teisco solían, como muchos otros productos japoneses de la época, compartir diseño con productos europeos y americanos de aquel periodo, incluyendo marcas como Hagström o EKO.
Sin embargo, a principios de los años 60 Teisco comenzó a fabricar productos con diseños únicos. Las guitarras Teisco se hicieron notables debido a sus inusuales formas, como el diseño May Queen imitando una paleta de pintor, o a características poco comunes como tener cuatro pastillas (la mayoría de las guitarras tienen dos o tres). La gran cantidad de controles, normalmente un selector individual para cada pastilla, así como un selector de tono o de cancelación de fase, junto con hasta cinco controles de tono y volumen, le daban una amplia variedad de sonidos. Tras la adquisición de Kawai en 1967, comenzó también la fabricación de su propia marca, Apollo. Hound Dog Taylor usó una variedad de estas Teisco de la era Kawai. Jim Reid de The Jesus and Mary Chain usó una Spectrum V. James Iha de The Smashing Pumpkins también tocó una K-2L, que puede ser vista en el vídeo musical de Rocket (The Smashing Pumpkins song).
Muchas de las guitarras Teisco montaban un primitivo puente con un timbre limitado que mediante técnicas extendidas producía un sonido de tercer puente al atacar las cuerdas detrás del puente. Esta es una de las razones por las que estas guitarras se hicieron tan populares entre muchos artistas en la década de los 90 al ser una alternativa barata a la Fender Jaguar o a la Jazzmaster, que se habían comenzado a ver como artículos de colección.

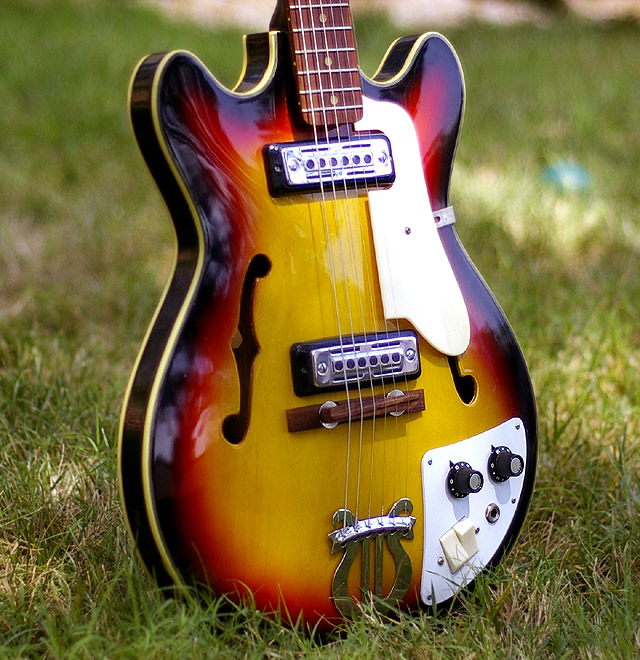
Teisco EP-7 (1955 or 1964)
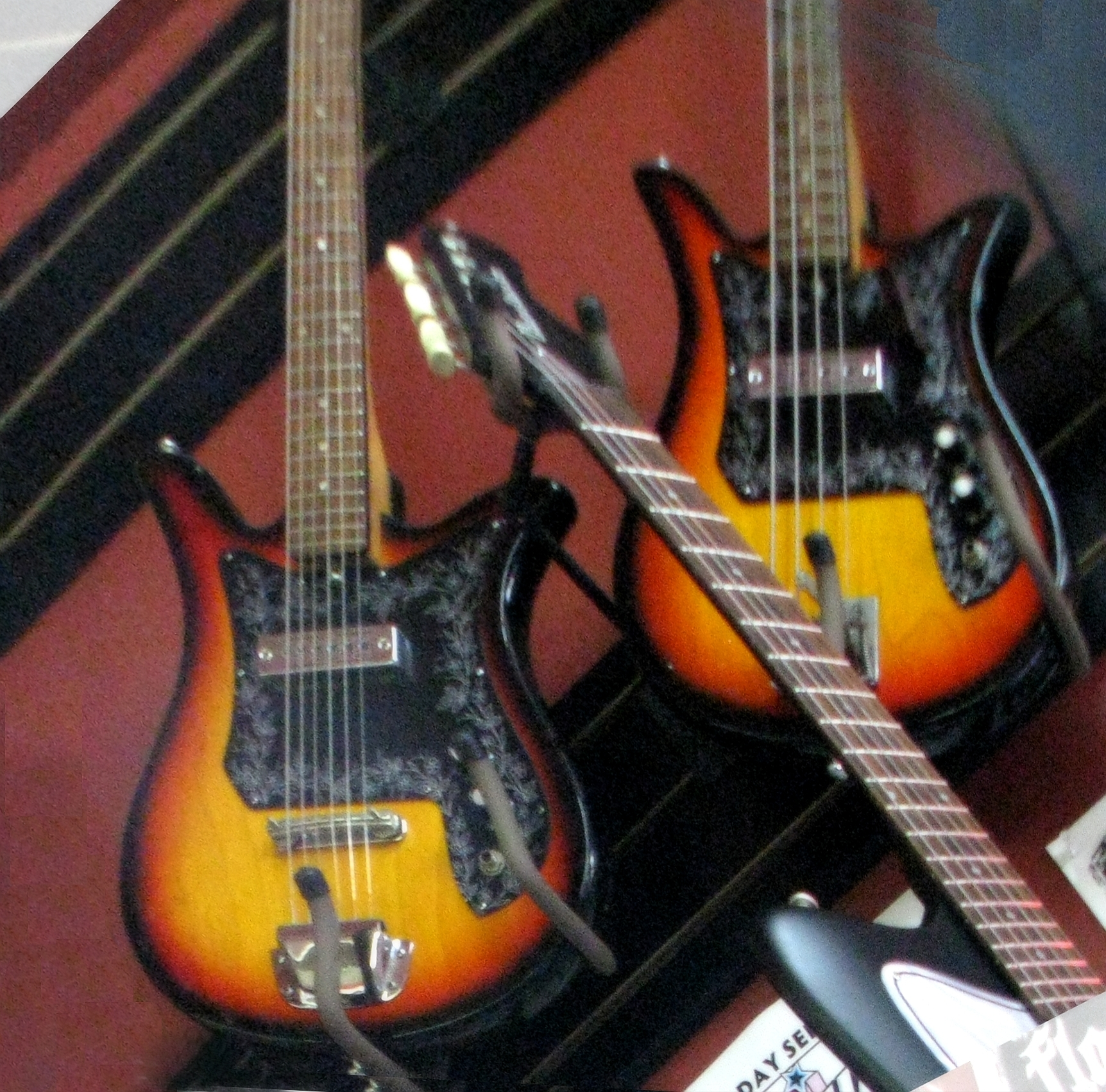
Teisco E-110 y EB-110 (1965)
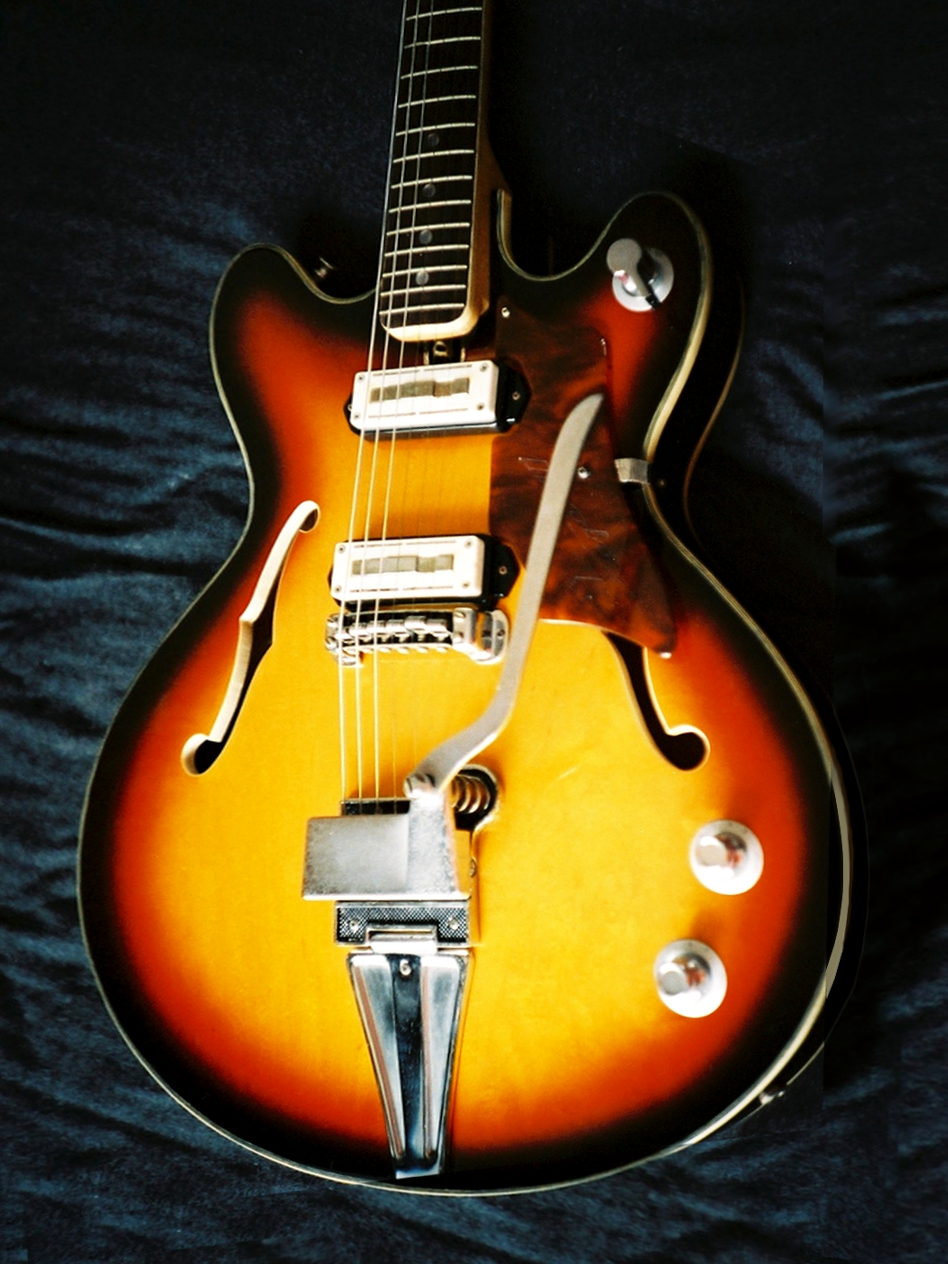
Teisco Vegas40 (1966)
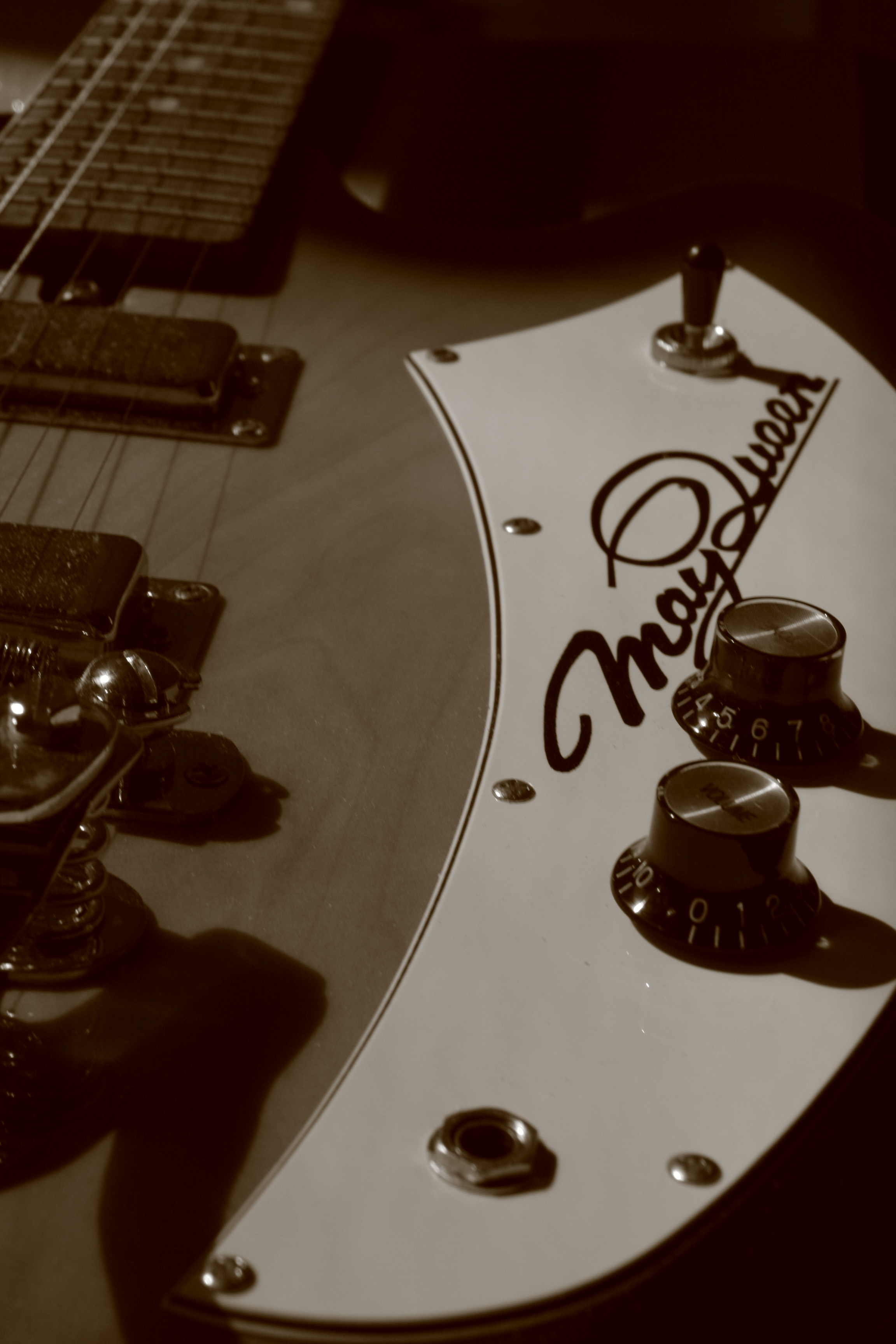
Teisco May Queen (1968, seems related with Vox Mandoguitar / Eko Auriga[3])
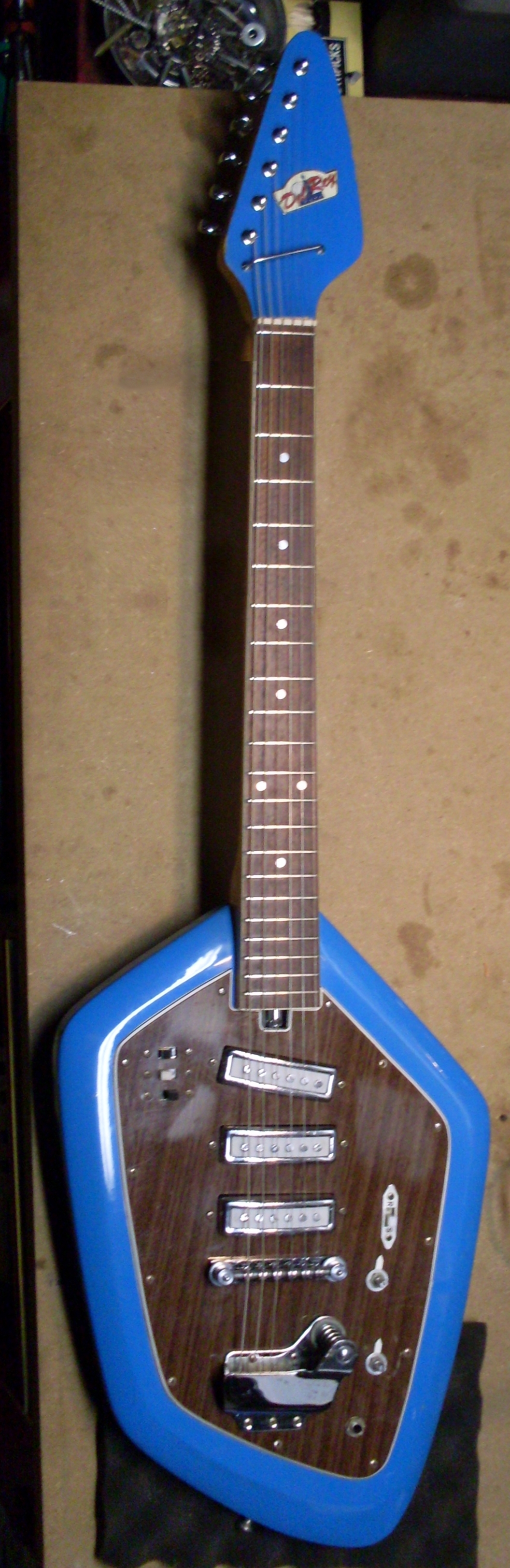
Del Rey EV-3T (produced after Vox Phantom)

### Guitarras barítono

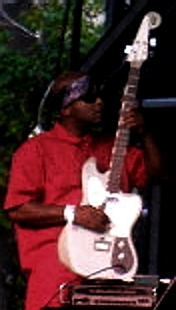
Teisco NB-4 (versión de 4 cuerdas del TB-64)

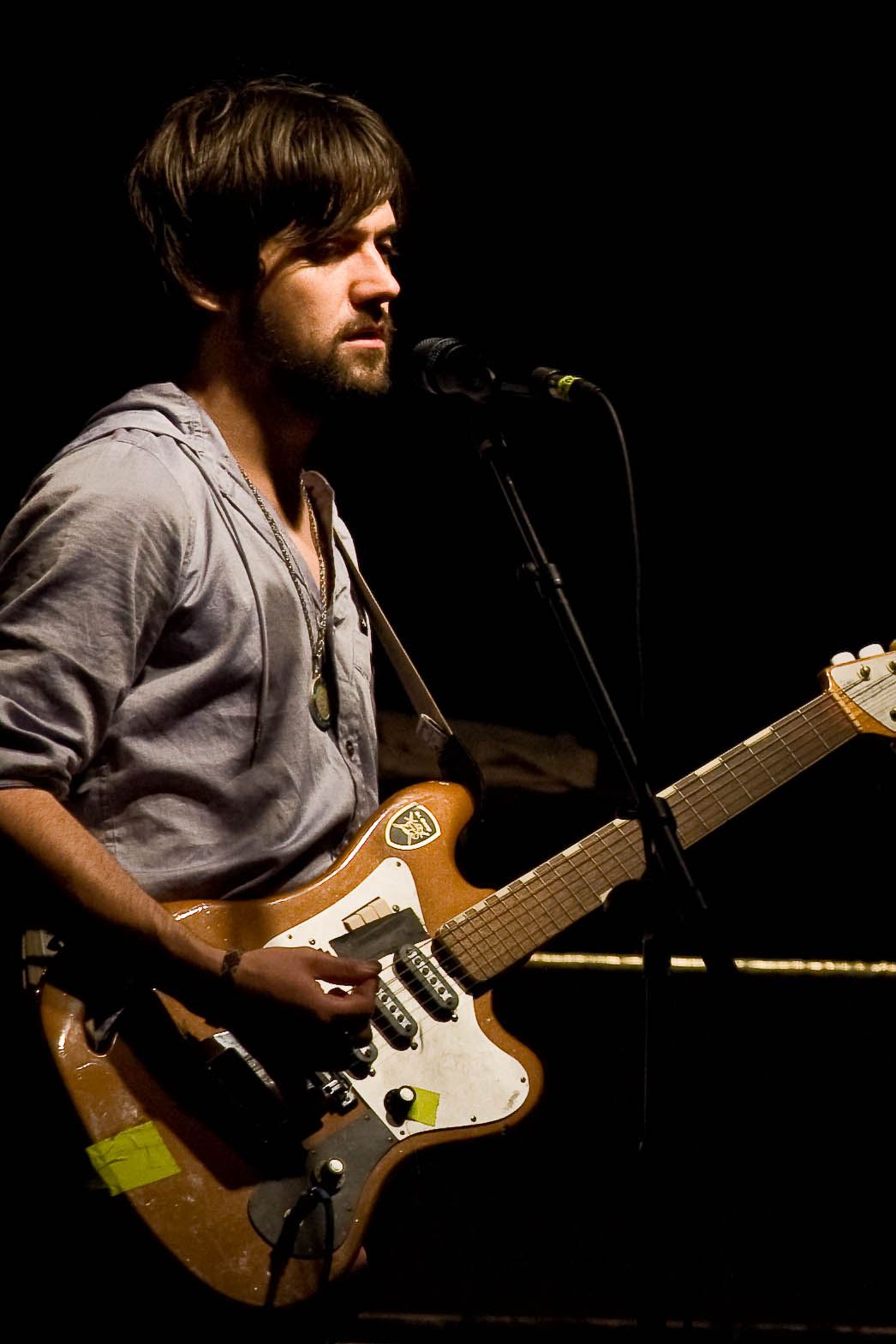
Teisco TG-64 played by Conor Oberst
(guitar version of TB-64)

Teisco también produjo en 1964bajos de seis cuerdas llamados TB-64 (o ET-320), similares al Fender Bass VI que era en sí mismo un bajo poco común. El bajo Teisco de seis cuerdas tenía una forma compensada parecida a la Jazzmaster, pero con el cuerno superior más grande, un asa en la parte izquierda del cuerpo, por encima del puente, y una pala estilo Fender sobredimensionada. Este instrumento, así como el equivalente en guitarra, se puede escuchar en los primeros discos de Blonde Redhead.
Otros modelos de guitarras barítono de dos y cuatro pastillas con tremolo, conocidas como Demian o Orlando VN-2 o VN-4 fabricadas por FujiGen, a menudo son referidas como modelos de Teisco si bien la relación formal entre ambos no ha sido suficientemente verificada.

### Bajos
Los bajos Teisco son fácilmente identificables dado su diseño basado en una única pastilla exclusivo de las series Del Rey. Este diseño consistía en una pastilla rectangular cromada con una pieza de plástico negro conteniendo los cuatro imanes en el mismo lugar.

### Amplificadores

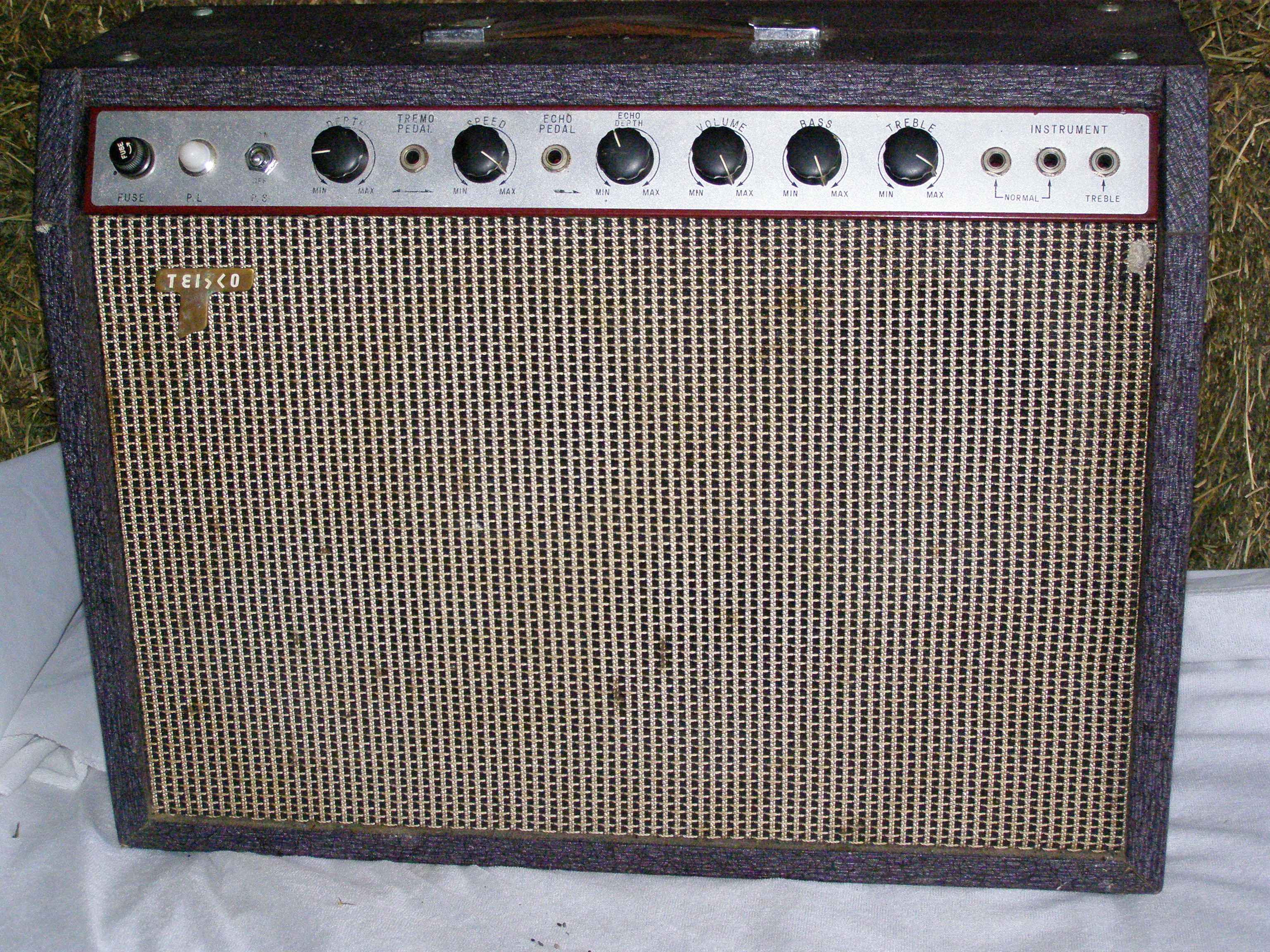
Teisco 74 R Amplifier

Teisco produjo también numerosos modelos de amplificadores para bajo y guitarra que habitualmente eran vendidos bajo la marca Checkmate, pero también como Teisco o Silvertone así como Beltone o Melody. En la década de los 50, los primeros amplificadores eran diseños básicos a válvulas de 5 o 10 vatios. Durante los 60, se vendieron modelos más potentes y avanzados como el Checkmate 25, Checkmate 50, y Checkmate 100 con dos canales y efectos de reverb y trémolo. Teisco también fabricó modelos a transistores, con diseños no menos radicales que los que usaban en sus guitarras. El Sound Port 60 (60 vatios/RMS) y el Sound Port 120 (120 vatios/RMS) de finales de los 60 eran copias de los Fender Vibro Champ y Twin Reverb.

### Sintetizadores

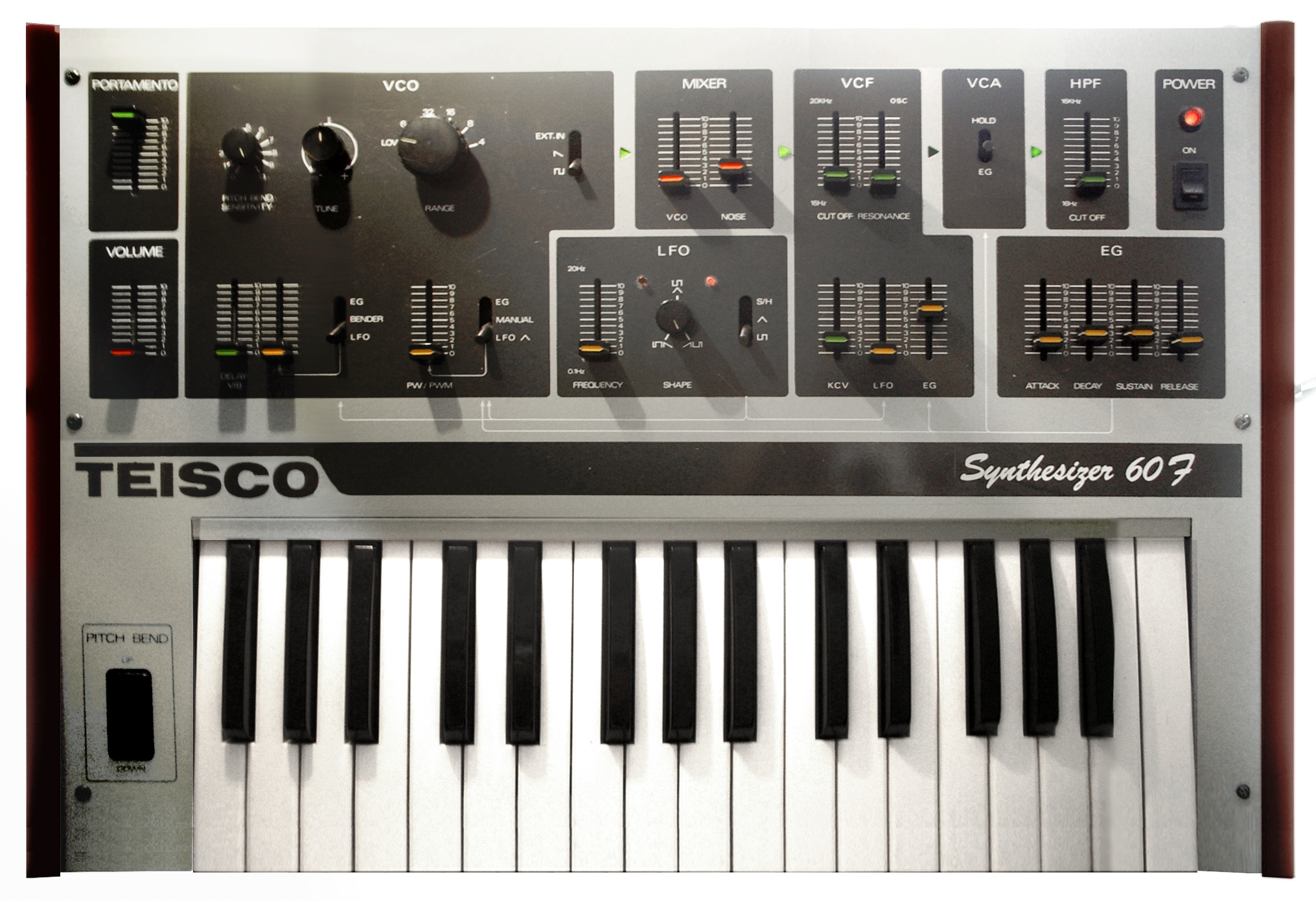
Teisco Synthesizer 60F

Teisco produjo una gama de sintetizadores, incluyendo modelos como el 60F, 110F, 100F, 100P, SX-210, SX-240 y SX-400.

### Baterías
Teisco comercializó sets de batería con configuraciones y tamaños limitados durante la década de los 60, venidos bajo la marca Del Ray. Fueron producidas por una subcontrata para completar un catálogo de productos de la compañía, pero se descontinuó su fabricación tras la compra de Kawai.